# 张荫桓故居
张荫桓故居，原址位于中国广东省佛山市禅城区沙塘坊13号，是清代总理各国事务衙门大臣张荫桓的故居。1989年6月10日公布为佛山市文物保护单位。后来，为修建莲花市场，佛山市将故居拆除。2006年10月25日张荫桓故居被剔除出佛山市文物保护单位名单。